# Гуриели, Кахабер II
Кахабер (II) Гуриели (груз.: კახაბერ II გურიელი; ум. 1483) — эристави (князь) Гурии с 1469 по 1483 годы.

## Биография
Из княжеского дома Гуриэли, одного происхождения с княжеским домом Дадиани. Внук Липарита I Дадиани (княжившего Одиши 1414—1470).
Кахабер Гуриели был сыном и преемником князя Мамии Гуриели и, как и его предшественник, был вовлечен в заключительный этап гражданской войны, которая привела к распаду единого Грузинского царства на три царства и пять княжеств.
Грузинская междоусобная война, достигшая кульминации в 1460-х годах, столкнула последнего царя Грузии Георгия VIII с местными правителями, такими как Баграт II Имеретинский и Кваркваре II Джакели, князем Самцхе. Кахабер оказал поддержку обоим.
Узнав об этом, царь Гиорги с собранным войском прибыл в Имерети и не дождавшись присоединения Кваркваре атабага, сразился с ним Баграт с войском имеров у Чихори лета Христова 1462, грузинского 150. И после сильного боя царь Гиорги был побежден и отступил в Картли. А победитель Баграт пришел в Кутатиси. Здесь к нему явились Дадиани, Гуриели, абхазы и сваны и благословили на царство с благословения всех имеров. За это выполнил он обещанное владетелям и освободились они [от подчинения] за исключением [участия в совместных военных] походах и [повиновения] царскому распорядку. И Имерети с этой поры (состоял) из одного царства и четырех владений или княжеств, ибо Дадиани получил Одиши, Гуриели [получил] Гурию, Шарвашидзе — абхазов и джиков, Геловани [получил] Сванети и Баграт царствовал над ними.Вахушти Багратиони, история царства Грузинского (жизнь Имерети)
В награду Кваркваре уступил свои права в провинциях Аджарии и Чанети для Кахабера, который завоевал эти земли силой, уничтожив или изгнав тех вельмож, которые остались верными царю Грузии.
Отношения Кахабера с Багратом Имеретинским, недавно коронованным царем в Западной Грузии, испортились из-за усилий Гуриели по укреплению его автономии и его поддержки восстания его двоюродного брата Вамеха II Дадиани, князя Мегрелии.
Потом умер Шамадавле Дадиани лета Христова 1474, грузинского 162 и сел Дадианом дядя его Вамик, с благословения же царя Баграта. Сей Вамик не захотел большего усиления царя Баграта, призвал абхазов и Гуриела и начал нападать, разорять и захватывать [земли] Имерети.Вахушти Багратиони, история царства Грузинского (жизнь Имерети)
После смерти Баграта в 1478 году Кахабер и Вамех отказались признать преемника покойного царя Баграта, Александра II и помогли соперничающему монарху, Константину II из Картли захватить Имеретию в 1479 году.

## Смерть
Кахабер умер в 1483 году. Ему наследовал Георгий I Гуриели, его единственный известный сын от брака с Анной, который известен по иконной надписи из монастыря Шемокмеди.
Затем умер еще Кахабер Гуриели лета Христова 1483, грузинского 171 и Гуриелом сел сын его Гиорги.Вахушти Багратиони, история царства Грузинского (жизнь Имерети)